# Sela pri Otovcu
Sela pri Otovcu je naselje u slovenskoj Općini Črnomelju. Sela pri Otovcu se nalazi u pokrajini Dolenjskoj i statističkoj regiji Jugoistočnoj Sloveniji. 

## Stanovništvo
Prema popisu stanovništva iz 2002. godine naselje je imalo 44 stanovnika.